# Preobràjenskoie
Preobràjenskoie - Преображенское (rus) - és un poble de la República d'Adiguèsia, a Rússia. Es troba a 5 km al sud de Krasnogvardéiskoie i a 65 km al nord-oest de Maikop, la capital de la república.
Pertany al municipi de Béloie.